# Acanthogorgia meganopla
Acanthogorgia meganopla är en korallart som beskrevs av Manfred Grasshoff 1999. Acanthogorgia meganopla ingår i släktet Acanthogorgia och familjen Acanthogorgiidae. Inga underarter finns listade i Catalogue of Life.